# オープス中郷
オープス中郷（オープスなかごう）は、新潟県上越市中郷区（旧中郷村）四ッ屋237に所在する大井競馬場を含む南関東公営競馬の専用場外発売所である。
開設当初は新潟県競馬組合の場外馬券売場であった。

## 施設概要
- 所在地:新潟県上越市中郷区（旧中郷村）四ッ屋237
- 交通:信越本線二本木駅下車・タクシー利用により10分程度。マイカーの場合は上信越自動車道中郷インターチェンジ下車。無料駐車場610台あり
- 発売対象競走:原則として大井競馬場、船橋競馬場、川崎競馬場、浦和競馬場の本場開催、並びに左記4競馬場で発売される統一ダートグレード競走を含む主要広域場外発売競走、およびJ-PLACE中郷として日本中央競馬会全競走。
ただしJ-PLACE中郷としての営業は「原則として毎週日曜日、ホープフルステークス当日、並びに中央競馬と南関東公営競馬が重複して開催される日（概ね土・月曜日）」のみで、南関東の開催と重複しない土・月曜日などは発売を行わない。また払い戻しはJ-PLACE間のみ有効で、WINS・パークウィンズ、エクセルでは払い戻し不可[2]。
地方競馬の前日発売は原則として実施。中央競馬のそれは行わない。
- 発売締切時刻:発走時刻2分前
- 発売単位:原則として各競馬場ごとの発売賭け式別に準じる。100円単位。